# Samuel Matete
Samuel Matete (* 27. července 1968, Chingola) je bývalý sportovec, atlet ze Zambie, mistr světa v běhu na 400 m přes překážky z roku 1991.

## Sportovní kariéra
V roce 1991 zaběhl trať 400 metrů překážek za 47,10, jen o 8 setin pomaleji než byl tehdejší světový rekord Edwina Mosese. V tomto roce se také stal na této trati mistrem světa, na následujících dvou světových šampionátech doběhl do cíle závodu na 400 metrů překážek vždy druhý. Stříbrnou medaili si rovněž odvezl z olympiády v Atlantě v roce 1996. Jeho osobní rekord na 400 metrů překážek 47,10 je stále (v roce 2014) africký rekord.